# Брейсі (Вірджинія)
Брейсі (англ. Bracey) — переписна місцевість (CDP) в США, в окрузі Мекленберг штату Вірджинія. Населення — 1372 особи (2020).

## Географія
Брейсі розташоване за координатами 36°34′52″ пн. ш. 78°6′50″ зх. д. / 36.58111° пн. ш. 78.11389° зх. д. (36.581233, -78.113798).  За даними Бюро перепису населення США в 2010 році переписна місцевість мала площу 38,78 км², з яких 33,72 км² — суходіл та 5,06 км² — водойми.

## Демографія
Згідно з переписом 2010 року, у переписній місцевості мешкали 1554 особи в 731 домогосподарстві у складі 495 родин. Густота населення становила 40 осіб/км².  Було 2072 помешкання (53/км²).
Расовий склад населення:
| - 85,2 % — білих - 11,6 % — чорних або афроамериканців - 1,3 % — азіатів - 0,4 % — корінних американців - 0,1 % — вихідців з тихоокеанських островів |

До двох чи більше рас належало 1,4 %. Частка іспаномовних становила 1,7 % від усіх жителів.
За віковим діапазоном населення розподілялося таким чином: 14,3 % — особи молодші 18 років, 56,9 % — особи у віці 18—64 років, 28,8 % — особи у віці 65 років та старші. Медіана віку мешканця становила 54,8 року. На 100 осіб жіночої статі у переписній місцевості припадало 93,8 чоловіків;  на 100 жінок у віці від 18 років та старших — 97,6 чоловіків також старших 18 років.
Середній дохід на одне домашнє господарство  становив 54 016 доларів США (медіана — 35 278), а середній дохід на одну сім'ю — 68 543 долари (медіана — 52 361). За межею бідності перебувало 10,3 % осіб, у тому числі 7,1 % дітей у віці до 18 років та 10,1 % осіб у віці 65 років та старших.
Цивільне працевлаштоване населення становило 569 осіб. Основні галузі зайнятості: науковці, спеціалісти, менеджери — 17,9 %, освіта, охорона здоров'я та соціальна допомога — 16,5 %, роздрібна торгівля — 16,0 %.